# Keratan-sulfat (rožnica)
Keratan-sulfat je vrsta organskog sulfata. Ovaj glikozaminoglikan u vezivnom tkivu tvore ovi nanizani disaharidi: od heksuronskih kiselina to su D-galaktoza, a od heksozamina to je D-galaktozamin. Keratan-sulfat nalazimo u rožnici.